# 24 hours (album)
24 hours Tom Jones walesi énekes 2008-ban megjelent albuma, melyet egy világkörüli turné keretében népszerűsített.

## Az album dalai
1. I’m Alive
2. If Should Ever Leave You
3. We Got Love
4. Feels Like Music
5. Give A Little Love
6. The Road
7. In Style And Rhythm
8. Sugar Daddy
9. Seasons
10. Never
11. The Hitter
12. Seen That Face
13. 24 Hours

## A 24 hours Magyarországon
Tom Jones 2009. november 11-én Budapesten is tiszteletét tette egy két és fél órás koncert keretében, melyre közel 11 ezer ember volt kíváncsi.